# Santa Fe (Nueva Vizcaya)
Santa Fe ist eine Stadtgemeinde in der philippinischen Provinz Nueva Vizcaya. Im Jahre 2015 zählte sie 16.180 Einwohner.
Santa Fe ist in die folgenden 16 Baranggays aufgeteilt:
| - Atbu - Bacneng - Balete - Baliling - Bantinan - Baracbac - Buyasyas - Canabuan | - Imugan - Malico - Poblacion - Santa Rosa - Sinapaoan - Tactac - Unib - Villa Flores |